# Marlies Wittenwiler
Marlies Wittenwiler (1963) è un'ex sciatrice alpina svizzera.

## Biografia
Agli Europei juniores di Škofja Loka 1981 la Wittenwiler vinse la medaglia d'argento nella discesa libera; gareggiò in Coppa del Mondo almeno fino al 1983, senza ottenere risultati di rilievo. Non prese parte a rassegne olimpiche né ottenne piazzamenti ai Campionati mondiali.

## Palmarès

### Europei juniores
- 1 medaglia[2]:
  - 1 argento (discesa libera a Škofja Loka 1981)

### Campionati svizzeri
- 1 medaglia[senza fonte] (dati parziali fino alla stagione 1979-1980):
  - 1 oro (combinata nel 1980)[senza fonte]